# 胡安·德埃斯基韦尔
胡安·德埃斯基韦尔（西班牙語：Juan de Esquivel，約1470年—1514年）文艺复兴时期欧洲探险家。曾参加哥伦布所组织的第二次航海活动。他后来率领军队征服了今天的牙买加地区，同时以其对当地的土著人残暴而臭名昭著。